# Kristoffer Brun

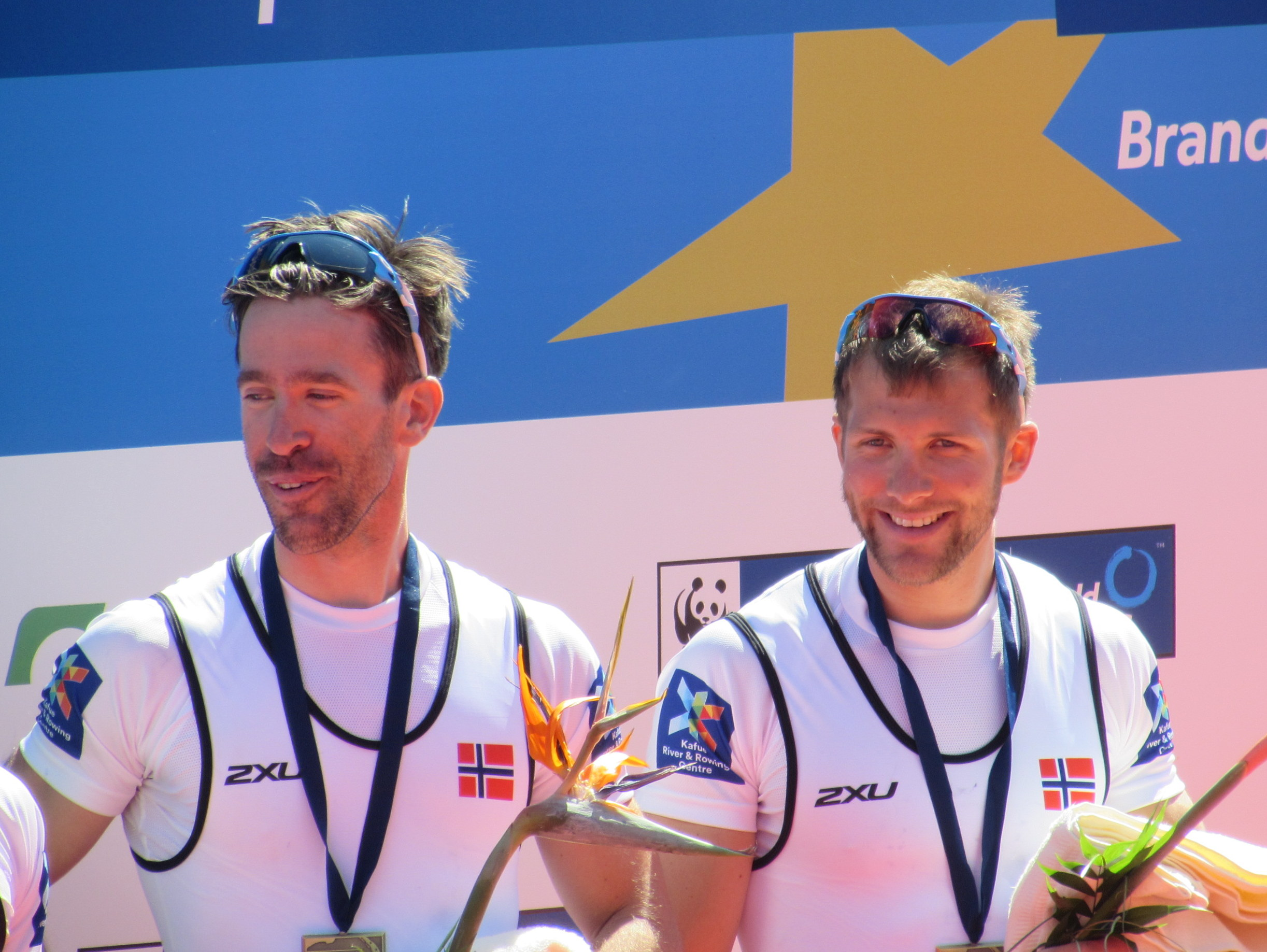
Are Strandli und Kristoffer Brun (rechts) bei der EM 2016

Kristoffer Brun (* 7. April 1988 in Bergen) ist ein norwegischer Leichtgewichts-Ruderer. 2013 war er Weltmeister im Leichtgewichts-Doppelzweier.

## Karriere
Der 1,75 m große Ruderer vom Bergens Roklub nahm 2007 sowohl an den U23-Weltmeisterschaften teil, wo er das C-Finale im Leichtgewichts-Einer erreichte, als auch an den Europameisterschaften, wo er zusammen mit Are Strandli im Leichtgewichts-Doppelzweier im B-Finale ruderte. 2008 belegten Brun und Strandli als Sieger des B-Finales den siebten Platz bei den U23-Weltmeisterschaften, im Jahr darauf erreichten sie den achten Platz. Bei den Europameisterschaften 2010 belegten Brun und Strandli den neunten Platz, bei den Weltmeisterschaften kamen sie auf den zehnten Platz. Bei den Weltmeisterschaften 2011 startete Brun im Leichtgewichts-Einer und belegte den siebten Platz.
2012 erreichte Brun erstmals das A-Finale im Ruder-Weltcup: in Belgrad belegte er zusammen mit Strandli den sechsten Platz im Leichtgewichts-Doppelzweier, in Luzern kam Brun im Leichtgewichts-Einer ebenfalls auf den sechsten Platz. Der Leichtgewichts-Einer ist keine olympische Disziplin, bei den Olympischen Spielen 2012 erreichten Brun und Strandli das B-Finale und belegten insgesamt den neunten Platz. Bei den Europameisterschaften 2013 siegten die Franzosen Stany Delayre und Jérémie Azou vor den beiden Norwegern und den Schweizern Simon Schürch und Mario Gyr. Bei den Weltmeisterschaften 2013 in Chungju gewannen Brun und Strandli vor den Schweizern und den britischen Brüdern Richard und Peter Chambers. Auch 2014 ging der Europameistertitel an die Franzosen Delayre und Azou, hinter dem deutschen Boot erhielten Brun und Strandli die Bronzemedaille. Bei den Weltmeisterschaften 2014 siegten die Südafrikaner James Thompson und John Smith vor Delayre/Azou und Brun/Strandli. 2015 gewannen Delayre und Azou sowohl bei den Europameisterschaften als auch bei den Weltmeisterschaften den Titel vor den Briten Richard Chambers und William Fletcher, Kristoffer Brun und Are Strandli erhielten jeweils die Bronzemedaille. Bei den Europameisterschaften 2016 siegte der irische Doppelzweier vor dem deutschen Boot, Brun und Strandli belegten wie im Vorjahr den dritten Platz. Ebenfalls die Bronzemedaille gewannen Brun und Strandli bei den Olympischen Spielen 2016, Olympiasieger wurden die Franzosen vor den Iren.
In der Saison 2017 startete Brun im Leichtgewichts-Einer und belegte Platz 4 bei den Europameisterschaften im Mai sowie Platz 3 bei den Weltmeisterschaften im September. 2018 starteten Brun und Strandli wieder gemeinsam im Leichtgewichts-Doppelzweier und gewannen den Titel bei den Europameisterschaften. Nach einem fünften Platz bei den Weltmeisterschaften 2018 belegten Brun und Strandli den vierten Platz bei den Weltmeisterschaften 2019. 2020 gewann Brun den Europameistertitel im Leichtgewichts-Einer. Bei den Olympischen Spielen in Tokio gewannen Brun und Strandli ihren Vorlauf, kenterten aber im Halbfinale. Zum B-Finale traten sie nicht mehr an. 2024 qualifizierte sich Brun im Doppelvierer ohne Gewichtsbeschränkung für die Teilnahme an den Olympischen Spielen in Paris. Dort belegten Kristoffer Brun, Oscar Stabe Helvig, Jonas Slettemark Juel und Erik Solbakken den achten Platz unter neun teilnehmenden Booten.